# Reformationsteppich

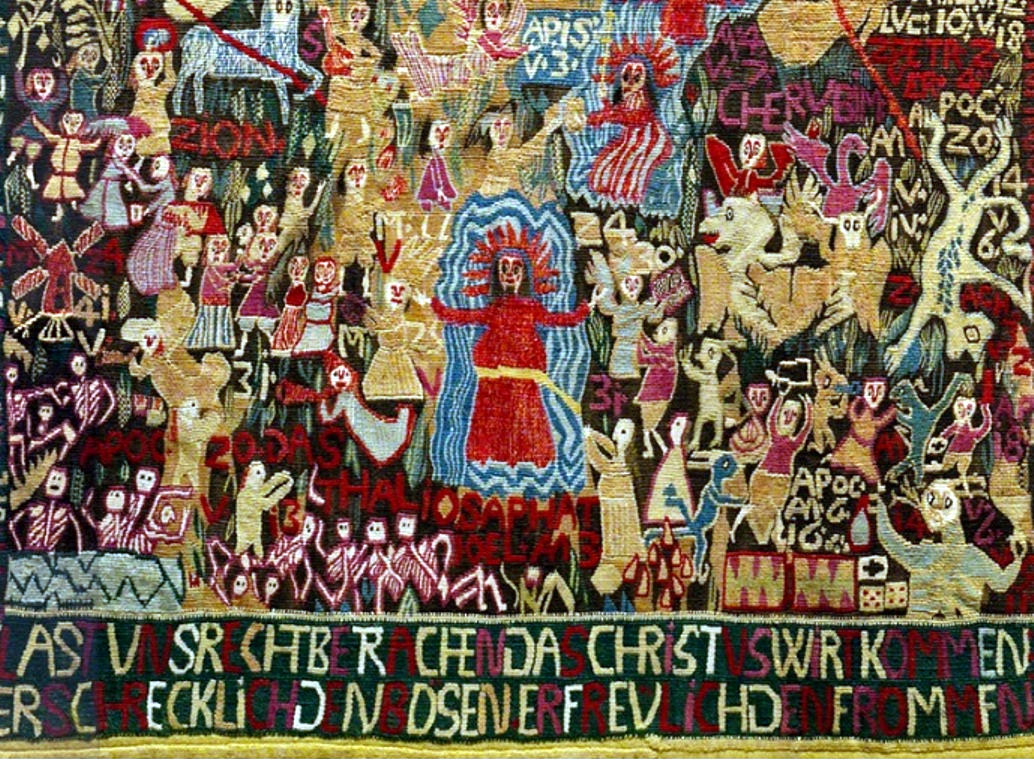
Darstellung des Weltgerichts auf dem Reformationsteppich

Der Reformationsteppich wurde 1667 zum 150. Jahrestag der Reformation von Anna Bump aus Kleve im Kirchspiel Hennstedt in Dithmarschen gewirkt. Die 56 × 350 cm große Tapisserie bildet in origineller Form die Heilsgeschichte ab. Sie befindet sich im Museum Europäischer Kulturen in Berlin. Eine Fotoreproduktion ist in der St.-Secundus-Kirche in Hennstedt ausgestellt.

## Webtechnik
Die Gobelintechnik, mit der der Teppich gewirkt wurde, gelangte zu Beginn des 17. Jahrhunderts durch Remonstranten und Mennoniten nach Dithmarschen, die sich als Glaubensflüchtlinge aus den Niederlanden im nahegelegenen Friedrichstadt niederließen. Wahrscheinlich lernte Anna Bump die handwerklich sehr anspruchsvolle Arbeit bei Bildwirkern in Friedrichstadt. Möglich ist zwar auch, dass sie den Teppich „nur“ entwarf und bei ausgebildeten Handwerkern in Auftrag gab, doch spricht gegen diese Annahme neben der sehr individuellen Gestaltung und der zu beobachtenden Weiterentwicklung während der Arbeit die Tatsache, dass kein einheitliches Material verwendet wurde.
Anna Bump begann ihre Arbeit auf der linken Seite. Ob sie einen Hoch- oder Flachwebstuhl verwendete, ist der fertigen Arbeit nicht anzusehen. Im ersten Feld stehen ihre Initialen AB und die Jahreszahl 1667, am Abschluss ihr Name und das Datum 31. Oktober 1667, so dass davon auszugehen ist, dass die Herstellung des Bildteppichs höchstens zehn Monate benötigte. Die Vorbereitung, wozu neben dem Entwurf vor allem die Webstuhleinrichtung gehörte, muss hinzugerechnet werden. Andere vorbereitende Arbeitsschritte wie die Materialbeschaffung und das Aufbringen der Vorlage auf die aufgespannte Kette fanden erst neben der eigentlichen Wirkerei statt. Als Kette verwendete Anna Bump Leinenwerggarn, als Schussfaden gefärbte Woll-, Seiden- und Leinengarne. Bei der Analyse einzelner, bei der Restauration 1973 genommener Proben konnte festgestellt werden, dass die Rottöne mit Cochenille gefärbt wurden, wobei verschiedene Färbemethoden angewandt wurden, darunter die von Cornelis Jacobszoon Drebbel entwickelte Zinnbeizung, die besonders leuchtende Farben ermöglichte und ab etwa 1645 von Drebbels Nachkommen als „Holländischer Scharlach“ vertrieben wurde. Offensichtlich erhielt Anna Bump immer nur kleine Mengen gefärbter Garne, so dass sie kein einheitliches Material für den gesamten Teppich verwenden konnte, so dass dieser sehr viele unterschiedliche Farbnuancen aufweist. Dunkelblaue Wolle wurde beispielsweise nur im ersten Feld verwendet und anschließend durch Grüntöne ersetzt, und auch die verwendeten Rottöne wechseln teilweise innerhalb der einzelnen Bildfelder. Als Hintergrund für die meisten Szenen wählte Anna Bump ein dunkles Braun, nur die himmlische Sphäre ist durchgängig durch einen blauen Hintergrund hervorgehoben. Eine ausschließliche Auswahl der Farben nach programmatischen Aspekten fand aber nicht statt. So sind zwar in der Auferstehungsszene das Gewand des Auferstandenen und der Nimbus von Gottvater mit dem besonders leuchtenden „Holländischen Scharlach“ ausgeführt, diese Farbe ist jedoch nicht ausschließlich mit der Darstellung von Christus verbunden.

## Bilder
Der Teppich stellt insgesamt fünfzig Szenen aus dem Leben Jesu dar. Dabei liegt der Schwerpunkt des Bildprogramms auf den nach der lutherischen Lehre heilsgeschichtlich bedeutsamen Ereignissen. Die fünf Bildfelder enthalten jeweils an den Rändern Bibelzitate, die wörtlich der Lutherbibel von 1545 entnommen sind. Die Texte unter den Bildern fassen den Bildinhalt jeweils in einem möglicherweise von Anna Bump selbst gedichteten Zweizeiler zusammen. Die Darstellungen der einzelnen Szenen sind platzsparend ineinander verschachtelt und zumeist durch einzelne Worte oder Bibelstellenangaben erläutert. Im Laufe der Arbeit rückte Anna Bump die einzelnen Figuren immer enger aneinander, so dass für Trennlinien und Zierornamente, wie sie im ersten Bildfeld noch vorkommen, kaum noch Platz bleibt.
Wie in der Darstellung biblischer Geschichten im Mittelalter und der frühen Neuzeit üblich, sind Jesus und teilweise auch seine Jünger in langen Gewändern dargestellt, während die übrigen Personen zeitgenössische Kleidung tragen. Engel sind zumeist als geflügelte Wesen dargestellt, Teufel als nackte Gestalten mit Schwanz. Heiligenscheine haben außer Maria im ersten Bild nur Jesus und Gottvater.

### Erstes Feld – Weihnachten
Anna Bump begann ihre Arbeit mit einem Zitat aus Gen 7,17 , einem Verweis auf die Sintflut. Ein Elefant und ein Nashorn, das Ähnlichkeiten mit dem vielfach reproduzierten Kupferstich Rhinocerus von Albrecht Dürer hat, symbolisieren nach der angegebenen Schriftstelle Hi 40,15  das Böse, Hiob selbst den leidenden, auf Erlösung angewiesenen Menschen. Im Zentrum des ersten Feldes steht dann – direkt unter dem wundenübersäten Hiob – die Geburt Jesu, der auf dem Schoß seiner Mutter dargestellt ist, gerahmt von Hirten mit Tieren, Engeln und den Heiligen Drei Königen – von denen einer einen blauen Henkelkrug in der Hand hält – unter dem sechszackigen Stern von Betlehem. Durch eine Trennlinie von der Weihnachtsgeschichte abgesondert ist die Taufe Jesu abgebildet, darüber Gottvater im geöffneten Himmel. Neben dem leidenden Hiob zeigt eine kleine Szene die Versuchung Jesu. Weitere Szenen aus Jesu Leben wie beispielsweise seine zahlreichen Wunder sind nicht dargestellt.

### Zweites Feld – Passion

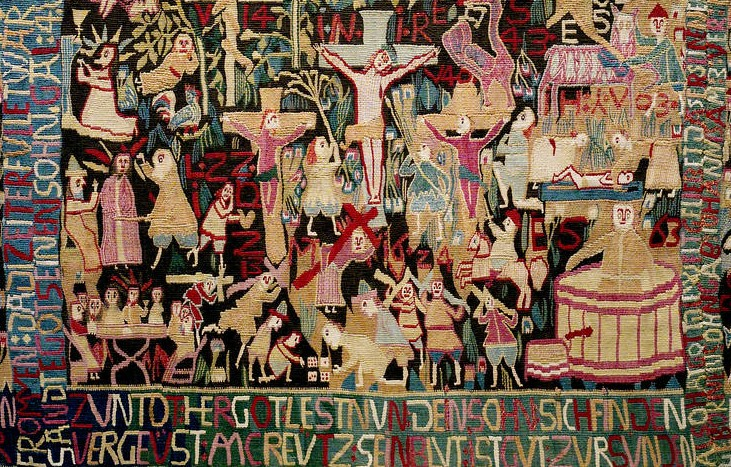
Ausschnitt aus dem Passionsfeld

Das zweite Feld hat die Passionsgeschichte zum Inhalt. Elf der insgesamt fünfzehn Szenen stellen das in der Bibel geschilderte Geschehen vom letzten Abendmahl und Jesu Gebet im Garten Getsemane über die Kreuzigung einschließlich der um Jesu Kleidung würfelnden Kriegsknechte bis zur Grablegung dar. Bei der Kreuzinschrift ist Anna Bump ein Fehler unterlaufen: Statt INRI steht neben dem Kreuz IN IR.  Weitere Szenen dienen der theologischen Deutung: Die eherne Schlange, die Moses in der Wüste aufrichtet, wird entsprechend Joh 3,14–15  als Antitypos der Kreuzigung gedeutet und so auch auf den programmatischen Darstellungen der lutherischen Rechtfertigungslehre von Lucas Cranach dem Älteren und auch auf dem Titelblatt der Lutherbibel von 1545 abgebildet, aus der Anna Bump ihre Bibelzitate entnahm. Das Lamm Gottes ist ein seit dem Frühchristentum verbreitetes Bild für Jesu Opfer. Anna Bump verbindet es durch die Zitatangabe Jes 53,7  und den Scherer ausdrücklich mit dem im Propheten Jesaja besungenen Gottesknecht. Auch das Bild von Christus in der Kelter hat die christliche Ikonographie dem Propheten Jesaja entnommen. Eine kleine Nebenfigur, ein trauernder Mann mit einem zerrissenen Herzen in der Hand, illustriert Joel 2,13 . Das vogelartige Wesen rechts vom Kreuz, das einen Schlüssel im Schnabel hält, könnte einen Adler oder einen Phönix darstellen, beides seit dem Frühchristentum Symbole für die Auferstehung. Unter dem Kreuz sind neben Jesus, der sein Kreuz trägt, mehrere weitere Männer zu sehen, die Kreuze tragen, entsprechend der angegebenen Bibelstelle Mt 16,24 , die dazu auffordert, selbst sein Kreuz auf sich zu nehmen.

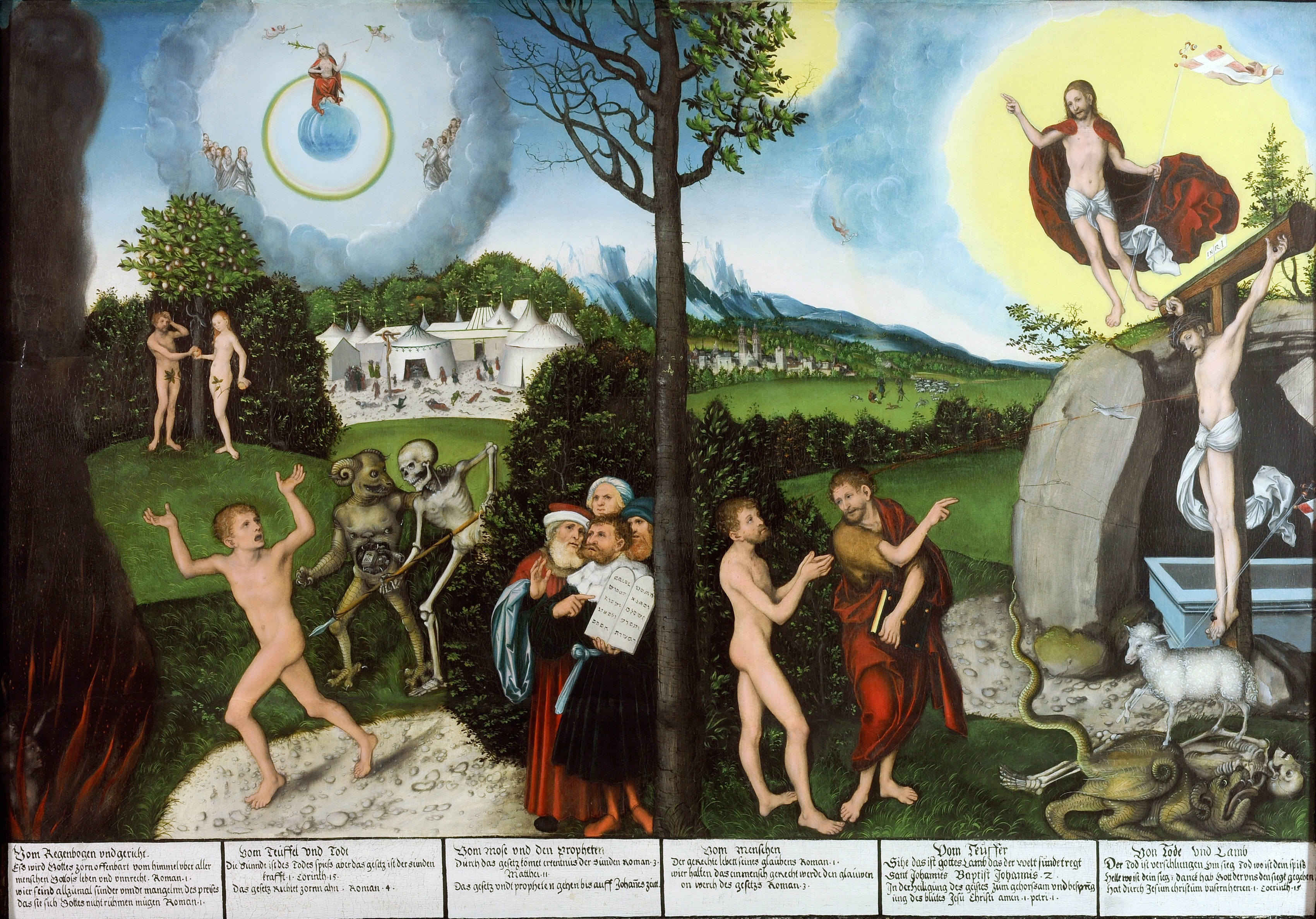
Gesetz und Gnade von Lucas Cranach dem Älteren; die eherne Schlange, aber auch die Gestalt des Auferstandenen können Anna Bump als Vorbilder gedient haben

### Drittes Feld – Auferstehung
Im dritten Bildfeld werden die Ereignisse zwischen Jesu Tod und Pfingsten abgebildet: Links unten ist Abstieg Christi in die Unterwelt, symbolisiert durch einen vielzähnigen Rachen eines Monsters, abgebildet. Dem als Skelett abgebildeten Tod entwindet Christus nach 1 Kor 15,55  einen Stachel. Darüber ist die Auferstehung abgebildet. Maria Magdalena und Simon Petrus sehen einen weißgewandeten Jüngling am leeren Grab, der durch einen flammenartigen Nimbus als Engel zu erkennen ist. Währenddessen wandert der Auferstandene selbst, durch einen Baum von ihnen getrennt, mit zwei in zeitgenössische Tracht gekleideten Jüngern nach Emmaus, wo er beim Mahl von ihnen, die nun in lose Gewänder gehüllt sind, erkannt wird. Diese drei Szenen haben anders als die meisten anderen einen hellen Hintergrund. Den Ortsansichten von Emmaus und Jerusalem in der Mitte des Feldes ist viel Platz gegeben. Rechts davon folgt eine in der christliche Ikonographie eher untypische Darstellung der Himmelfahrt: Im geöffneten Himmel erwartet Gottvater Jesus. Dieser trägt in der linken Hand die Siegesfahne – ein typisches Attribut des Auferstandenen – und in der rechten einen Käfig – eine originelle Wiedergabe von Ps 68,19 : „Du bist in die Höhe gefahren und hast das Gefängnis gefangen“. Jesus ist bereits von dem Blau des Himmels umgeben. Auf dem „Oliberg“ verfolgen seine Jünger das Geschehen. Über ihnen schwebt ein geflügeltes Wesen als Symbol des am Pfingsttag ausgegossenen Heiligen Geistes. Die beiden Szenen gehen somit unmittelbar in einander über.

### Viertes Feld – Weltgericht
Das vierte Bildfeld ist dem Jüngsten Gericht nach der Offenbarung des Johannes gewidmet. Links unten stehen, geweckt von den apokalyptischen Engeln mit Posaunen, die als Skelette gezeichneten Toten aus den Gräbern und dem Meer auf und treten vor den richtenden Christus in der Bildmitte. Als Ort des Gerichts ist nach Joel 4,2  das „Thal Iosaphat“ angegeben. Laute und Tamburin symbolisieren die Stimme Gottes. Während die vom Lamm Gottes begleiteten Gerechten auf hellem Hintergrund oben von Christus und dem Heiligen Geist im durch den blauen Hintergrund gekennzeichneten Himmel empfangen werden, sind unten in der Hölle die Sünden mit Flasche und Spielkarten, -brettern (Wurfzabel) und -würfeln symbolisiert. Rechts stürzt ein von den vier apokalyptischen Tieren begleiteter Engel mit Lanze den Satan vom Himmel. Eine detailgetreu abgebildete Bockwindmühle links im Bild, über der zwei Frauen stehen, von denen die eine von Christus empfangen wird, verweist auf Mt 24,41  und damit auf die Frage der Prädestination.

### Fünftes Feld – Himmlisches Jerusalem
Fast zwei Drittel des letzten Bildfeldes füllt die Darstellung des himmlischen Jerusalems aus. Die zwölf Tore sind mit den Namen der zwölf Stämme Israels und der zwölf Apostel bezeichnet. In der Stadt sind Engel, mit Namen bezeichnete biblische Personen und weitere Selige, die der Verheißung gemäß getröstet werden und auch einen gedeckten Tisch vorfinden und dafür Gott mit Musik preisen, rings um die Dreieinigkeit versammelt. Unterhalb der Stadtmauer zeigen fünf Szenen die „Pein der Verdampten“, die vergeblich nach Gott suchen – und dafür sogar ein zu Anna Bumps Zeiten neues Fernrohr verwenden. Der Zweizeiler am unteren Rand lautet: „Uns ist aus lauter Gnadn der Himmel neuw bereit / es brent durch Gottes Zorn die Hel in Ewigkeit“.
Statt Bibelversen stehen an den Seiten dieses Bildfeldes zwei Sprichwörter: „Glaub Hoffnung Liebe / stets bei uns bliebe“ und „Bestendichkeit mit Ehr bekleit / zu ieder Zeit“.
Am rechten Bildrand beendete Anna Bump ihr Werk und die Darstellung der Heilsgeschichte mit dem Bibelwort „Bis hierher hat uns der Herr geholfen“ (1 Sam 7,12 ). In der letzten Zeile steht vor Name und Datum die Bibelstellengabe 1 Kor 13,9  – „Denn unser Wissen ist Stückwerk und unser prophetisches Reden ist Stückwerk“. Anna Bump war sich also im Klaren darüber, dass das von ihr so präzise gezeichnete Bild der Heilsgeschichte einschließlich der mehrfach dargestellten Prädestination zur Verdammnis keineswegs die letzte Wahrheit sein muss.

## Anna Bump

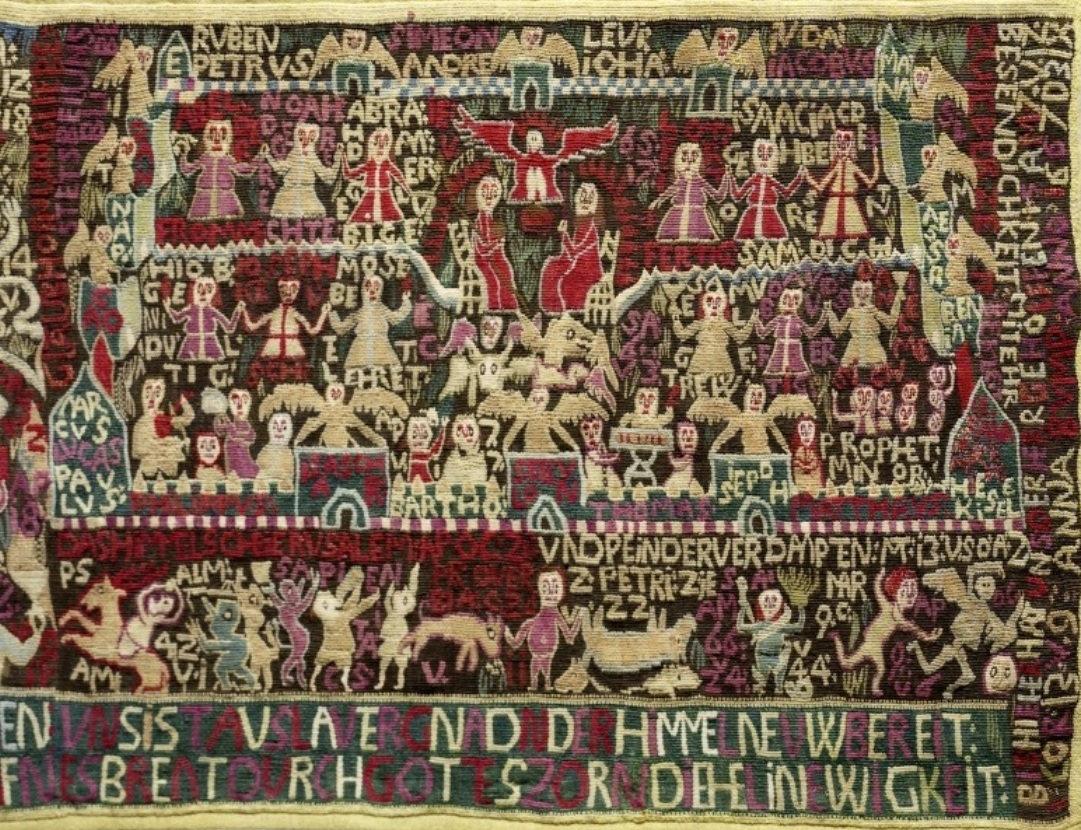
Das fünfte Bildfeld mit Darstellung des himmlischen Jerusalems. Am rechten Rand befinden sich die Signatur „Anna Bump“ und das Datum „Anno 1667 D 31. X.“

Der Teppich ist signiert: Im ersten Feld finden sich am rechten Bildrand unter dem geöffneten Himmel die Initialen AB und dazwischen ein Schwert, dem ein Helm aufgestülpt ist. Am äußersten rechten Rand ist der Name Anna Bump eingewebt. Anhand der Signatur und des Wappens konnte Justus Kutschmann rekonstruieren, dass die Weberin Anna Bump aus dem Dithmarscher Helmergeschlecht stammte, das in Norddithmarschen zwischen Lunden und Heide ansässig war. Die Familie Bump ist vom 15. bis 18. Jahrhundert als wohlhabende Besitzerin eines Hofs am Geestrand oberhalb der Marsch und eine der achtundvierzig Regentenfamilien bezeugt.
Es ist anzunehmen, dass es sich bei Anna Bump um Antje, die älteste Tochter von „Karsten Bump vom Kleve“ und Telsche Gehlsen, handelt, deren Taufe am 10. März 1644 im Taufregister der Hennstedter St.-Secundus-Kirche verzeichnet wurde. Im Jahr nach ihrer Geburt wurde das zum Herzogtum Schleswig-Holstein-Gottorf gehörende Kirchspiel im Zuge des Torstenssonkrieges für einige Tage von dänischen Truppen unter Kronprinz Friedrich, dem damaligen Erzbischof von Bremen, und Generalmajor Claus von Ahlefeldt besetzt. Von der in diesem Zusammenhang im Februar 1645 veranstalteten Schatzung, bei der der Besitz der Bevölkerung festgehalten wurde, um die von dem Besatzungsheer geforderten Abgaben zu erheben, hat sich das Verzeichnis erhalten. Carsten Bump aus Kleve und „Telsche Geelßen“ aus „Mohr“ wurden getrennt veranlagt, obwohl sie 1642 geheiratet hatten. Die Familie Bump gehörte zu den wohlhabendsten Einwohnern des gesamten Kirchspiels. Telsche war offensichtlich eine unabhängige Frau und neben einem anderen Bauern die größte Grundbesitzerin der Siedlung Östermoor. Nach Anna sind im Kirchenbuch drei Söhne und zwei weitere Töchter verzeichnet. Der 1663 geborene jüngste Sohn Claus (Nicolaus) Bump († 1737) wurde 1690 Diakon und 1708 Pastor in Hennstedt. Zum Gedächtnis an seinen früh verstorbenen Sohn Christian (1703–1735), der Kirchspielvogt war, stiftete Bump der Kirche ein Gemälde der Kreuzabnahme.
„Antje“ Bump wuchs in Wohlstand auf. Außer, dass sie 1667 einmal Patin war, sind keine weiteren Lebensdaten von ihr überliefert. Die 1667 (noch) unverheiratete junge Frau muss über genügend Freizeit für den Entwurf und die aufwendige Arbeit an dem Teppich und über eine gewisse Bildung, vor allem aber ein tiefes Verständnis der Bibel und eine innige, von der lutherischen Orthodoxie geprägte Frömmigkeit verfügt haben. Zudem hatte sie Zugriff auf zeitgenössische Bücher und Kupferstiche, die ihr als Vorbilder für einzelne Szenen dienten. Dabei entwickelte sie eine eigenständige Bildsprache, die sich nicht an der üblichen Ikonographie orientierte. Ihre hochdeutschen Zitate belegen, dass ihr außer der im Alltag in Norddeutschland gesprochenen mittelniederdeutschen Sprache auch Hochdeutsch geläufig war.

## Provenienz
Das Datum „Anno 1667 D 31. X.“ neben dem Namen „Anna Bump“ verweist eindeutig auf das Reformationsjubiläum. Anhand dieser Angaben ließen sich die Herkunft auf Norddithmarschen (s. o.) und die Herstellungszeit auf 1667 festlegen. Da er mit einem Baumwollfutter und Aufhängösen versehen war, ist anzunehmen, dass er als Wandbehang diente. Ob der Teppich für den Gebrauch in der Hennstedter St.-Secundus-Kirche gedacht war, ist nicht belegt, aber wahrscheinlich. Wo der Teppich in der St.-Secundus-Kirche abgehängt wurde, lässt sich nicht rekonstruieren, da der Chorraum 1743/44 völlig neu gestaltet wurde. Der verhältnismäßig gute Erhaltungszustand lässt darauf schließen, dass der Bildteppich nur selten ausgestellt wurde und spätestens nach dem Umbau der Kirche in Vergessenheit geriet. Irgendwann wurde er in drei Stücke geschnitten, vermutlich für die Nutzung als Kissen, aber später wieder sorgfältig zusammengenäht.

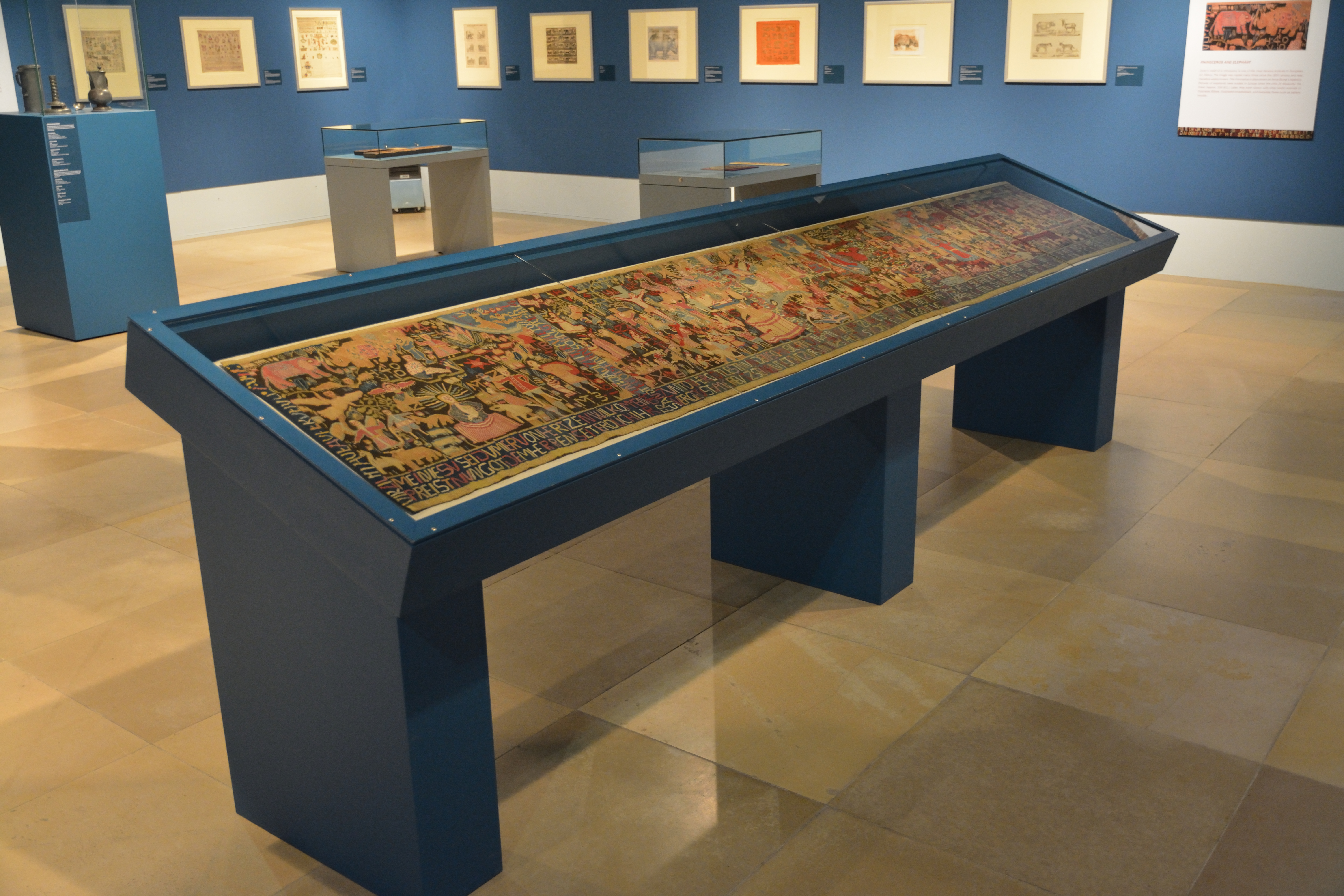
Präsentation des Teppichs im Museum europäischer Kulturen 2017

Auf unbekannten Wegen, möglicherweise durch auswandernde Nachfahren, gelangte der Bildteppich nach Amerika. Erst 1955 tauchte er wieder auf, als ihn ein ansonsten unbekannter Jacques Barley aus New York dem Bezalel National Museum in Jerusalem, einem Vorläufer des Israel-Museums, überließ. Als eindeutig christlich geprägtes Kunstwerk wurde er dort jedoch nicht ausgestellt. 1971 erwarb das damalige Museum für Deutsche Volkskunde in Berlin den Teppich. Das Israel-Museum erhielt dafür im Tausch einen jüdischen Brautgürtel aus dem 16. Jahrhundert und einen Trauring mit der hebräischen Inschrift מזל טוב (Masel tov) aus dem 17./18. Jahrhundert, die dem Volkskunde-Museum um 1900 von dem Hamburger Kaufmann Jacob Nordheim geschenkt worden waren, sowie einen Frauengürtel aus Mikronesien. Nach der Restauration wurde der Teppich ab 1976 für zwanzig Jahre in der Dauerausstellung des Museums für Deutsche Volkskunde in Berlin gezeigt. Nach einer Ausstellung 1997/98 in Meldorf war er bis 2005 und erneut anlässlich des Reformationsjubiläums 2017 im 1999 neugegründeten Museum europäischer Kulturen zu sehen.